# LGV Atlantique
LGV Atlantique — швидкісна залізнична лінія, що прямує від Парижа (Монпарнас) до Західної Франції. Була відкрита в 1989–1990 роках і складається з двох станцій: станції Массі  та Вандом — Вільє-сюр-Луар. Розгалужується у Куртлені, одне відгалуження прямує на захід до Ле-Мана (у напрямку до Бретані та Пеї-де-ла-Луар), друге — на південний захід до Тура (і далі у напрямку Нової Аквітанії). Обидва відгалуження були розширені LGV Bretagne-Pays de la Loire та LGV Sud Europe Atlantique.

## Огляд

### Спільна дільниця
Лінія починається за 6 км після станції Монпарнас та прямує через південні передмістя Парижа, частково під землею, колями колишньої лінії Париж - Шартр. 
Потяги, що прибувають з півночі, сходу або південного сходу через LGV Interconnexion Est, потрапляють на лінію у місті Массі. 
Після станції TGV «Массі» лінія пролягає в тунелі Вільжуст, за яким прямує вздовж автомагістралі А10, тунелем швидкість руху 300 км/год. 
У пункті Сент-Арну лінія повертає на південь під автомагістраллю. Кінець дільниці знаходиться на 130 км лінії, у муніципалітеті Куртален.

#### Технічні характеристики
- Загальна довжина інженерних споруд:
  - Тунелі, криті віадуки та підземні ділянки: 14 316 м.
  - Мости та віадуки: 220 м.
- Загальна довжина: 124 км
- Швидкість на дільниці:
  - Ванв - Массі: 200 км/год.
  - Массі - Вільюст: 220 км/год.
  - Вільюст - Куртлен: 300 км/год.

### Західне відгалуження

#### Технічні характеристики
- Загальна довжина: 53 км
  - Швидкість на дільниці:
  - Відділення у Курталені: 220 км/год
  - Куртален - Коннере: 300 км/год

### Південно-західне відгалуження

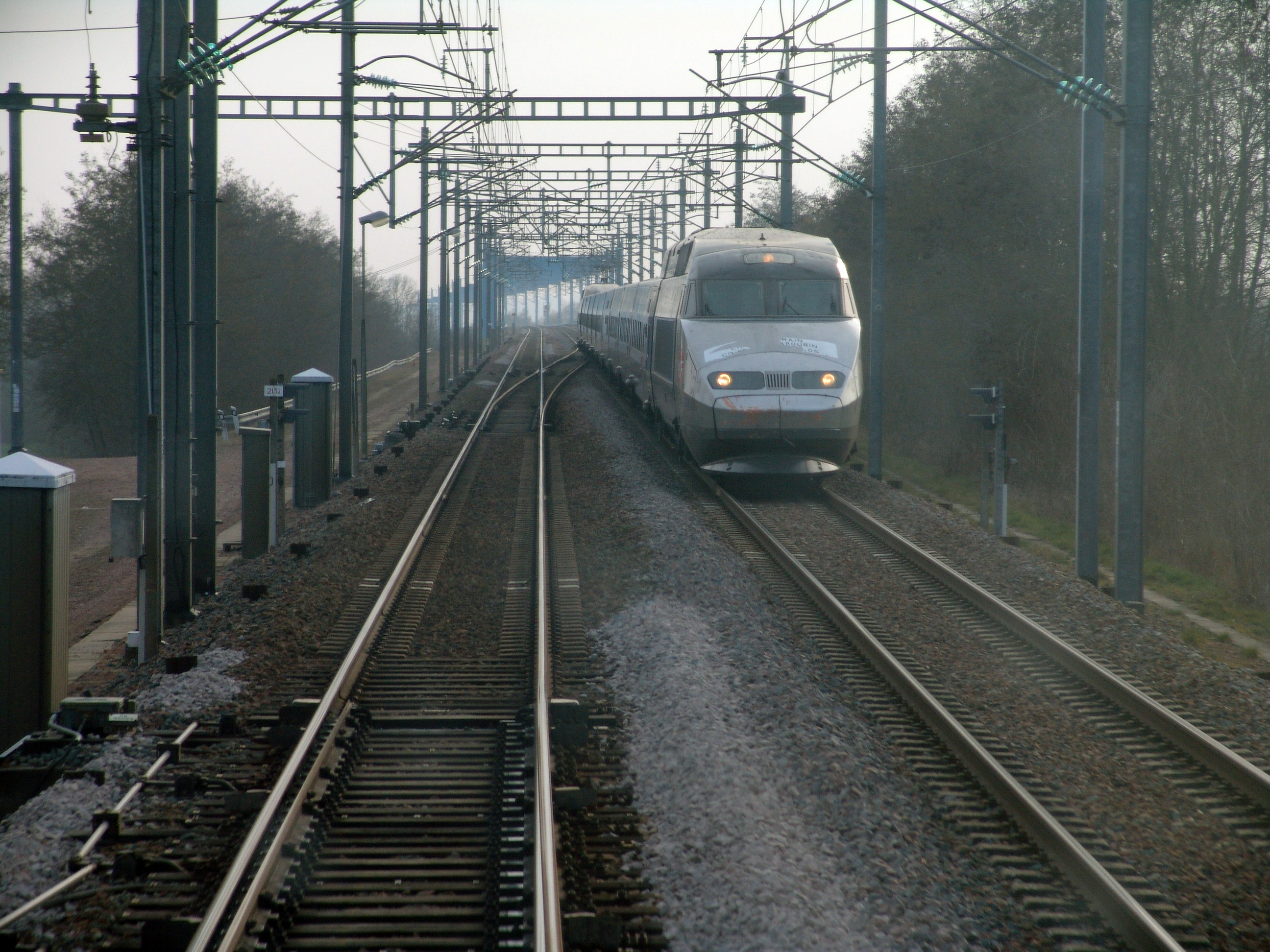
Склад на лінії LGV Atlantique

За Курталеном лінія плавно згинає до долини Луари. На 162 км знаходиться станція TGV Вандомі, а за 4 км далі знаходиться місце, де 18 травня 1990 року TGV Atlantique побив рекорд швидкості для залізничного транспортного засобу. 
Потім лінія входитьна терен департаменту Ендр і Луара, проходить під автомагістраллю A 10 і спускається в долину Луари. 
Після проходження тунелю у Вувре (довжина 1496 м) лінія проходить через три віадуки загальною довжиною близько 1 км, розташованих над річкою. Після роздвоєння поблизу Сен-П'єрр-де-Кор, LGV проходить над долиною Шер, а потім має закриту секцію. 
Щоб з’єднатися зі старою залізницею на північ від Монса, лінія пролягає вздовж запланованої об’їзної дороги Тура.

#### Технічні характеристики
- Загальна довжина інженерних споруд:
  - Тунелі та підземні ділянки: 1699 м.
  - Мости та віадуки: 2848 м.
- Загальна довжина: 102 км
- Швидкість на дільниці::
  - Куртален - Вувре: 300 км/год.
  - Вувре - Монс: 270 км/год